# خشم الزينة
خشم الزينة هِيَ إحدى قُرى مُحافظة الأحساء في المِنطقة الشرقيَّة في المَملكة العربيَّة السعوديَّة.، تأسست سنة 1396هـ/1978م. مؤوسسها حمد بن جابر المنخس البحيح المري، وقبل ان يتم  تأسيسها كانت منازل لآل منخس الحنيتم من قبيلة آل مرة وكانو ينزلون على آبار قرحش ومحفورة، وهي آبار لـ جابر بن متعب ال منخس المري. 

## الموقع
تقع الهجرة قريبًا من الطريق الواصل بين طريق الظهران/ العقير /سلوى وتبعد عن سلوى ب25 كيلومتر
تقع خشم الزينة في نفود الجافورة المتضمن خشم المحدار وخشم الزينة وجبال بعيج وخشم انباك وخشم العنقرية والتي تعتبر متنفسا لأبناء مدينة سلوى والزائرين وجذبا حيويا للسياح والمسافرين وذلك لتميزها بكثبانها الرملية ويكثر في نفود الجافورة العديد من الحيوانات البرية كالأرانب والثعالب والقطط البرية والحباري والضبان وغيرها من الطيور المهاجرة.

## أصل التسمية
نسبة لحزم خشم الزينة وسبب تسميه حزم خشم الزينة بهذا الاسم كان قبيلة بنو هلال يقطنون مكان خشم الزينة حاليا وكانت ابنة شيخ قبيلة بنو هلال اسمها زينة وكانت كل يوم تذهب للحزم. وكانوا يسمونه الخشم